# Henry W. Allen
Henry W. Allen, né le 29 avril 1820 et mort le 22 avril 1866, confédéré, Démocrate, élu 17e gouverneur de la Louisiane, du 25 janvier 1864 jusqu'à la défaite de la confédération le 2 juin 1865. 
Il s'est ensuite échappé au Mexique où il a vécu et travaillé jusqu'à sa mort survenue en raison de troubles de l'estomac. Sa dépouille a été renvoyée aux États-Unis et enterrée à la Nouvelle-Orléans. 